# Ивате (посёлок)
Ивате (яп. 岩手町 Иватэ-мати) — посёлок в Японии, находящийся в уезде Иватэ префектуры Иватэ. Площадь посёлка составляет 360,55 км², население — 13 929 человек (1 августа 2014), плотность населения — 38,63 чел./км².

## Географическое положение
Посёлок расположен на острове Хонсю в префектуре Иватэ региона Тохоку. С ним граничат города Мориока, Хатимантай и посёлки Итинохе, Кудзумаки.

## Население
Население посёлка составляет 13 929 человек (1 августа 2014), а плотность — 38,63 чел./км². Изменение численности населения с 1980 по 2005 годы:
| 1980 | 20 350 чел. |  |
| 1985 | 19 885 чел. |  |
| 1990 | 19 141 чел. |  |
| 1995 | 18 264 чел. |  |
| 2000 | 17 372 чел. |  |
| 2005 | 16 254 чел. |  |

## Символика
Деревом посёлка считается сосна, цветком — горечавка шероховатая, птицей — Phasianus versicolor.